# James Clinch Smith
James Clinch Smith (3 de abril de 1856 - 15 de abril de 1912) fue un abogado estadounidense, pasajero de primera clase en el RMS Titanic en cuyo hundimiento murió.

## Biografía
James Clinch Smith nació el 3 de abril de 1856 como uno de los once hijos del juez John Lawrence Smith de Smithtown y su esposa, Sarah Nicoll Clinch Smith. Por parte de padre descendía del legendario fundador de Smithtown, Long Island, Nueva York Richard "Bull Rider" Smith. Su madre era sobrina de Cornelia Stewart, casada con A. T. Stewart, dueño de los primeros grandes almacenes que se abrieron en Nueva York. La más joven de las hermanas Smith, Bessie Springs Smith, se casó con el famoso arquitecto Stanford White en 1884.
Tras la muerte de A. T. Stewart en 1876, la viuda anciana y sin hijos fue generosa con sus familiares. Entre sus muchos regalos a la familia Smith estuvo una gran casa en la Quinta Avenida. Cuando murió en 1886, se desató una prolongada batalla legal por la herencia que se resolvió en 1890, recibiendo los Smith su parte del patrimonio.
Clinch creció en Smithtown en la casa familiar y estudió Derecho en la universidad de Columbia, graduándose en 1878. Ejerció la abogacía en Nueva York, en su bufete Smith and Keene. Era una figura muy conocida entre la alta sociedad neoyorquina, siendo uno de los "400" de la señora Astor y miembro de muchos de los clubes más elitistas de la ciudad. Era un experto navegante y jinete y ganó numerosos premios en el New York Horse Show. En Smithtown construyó su propia pista de carreras hípicas.
En 1895, con 39 años, se casó con Bertha Ludington Barnes de Chicago, una música y compositora aficionada. La pareja era muy conocida y activa entre la alta sociedad de Nueva York, Long Island y Newport. Los Smith eran dueños de una hermosa villa en Smithtown, The Moorings, con vistas al puerto. El baile celebrado en ella para festejar la cosecha, decorándola con adornos rústicos y de campo, fue uno de los grandes eventos de la temporada social de Newport en 1902.
En 1904 se trasladaron a París, donde Bertha quería continuar su carrera musical, recibiendo mucha atención cuando formó una orquesta compuesta solo por mujeres. Al menos una vez al año regresaban a Estados Unidos. El 25 de junio de 1906, Smith asistió al estreno de la nueva comedia musical "Mamzelle Champagne" en el Madison Square Garden. Durante el programa, fue testigo del asesinato de su cuñado Stanford White, por Harry K. Thaw. Debido a que había estado hablando con Thaw poco antes del crimen, tuvo que testificar en dos de sus juicios, en 1907 y 1908.
En 1911, la obsesión de Bertha con la música estaba afectando a su matrimonio y corrían fuertes rumores de divorcio. Clinch regresó solo a Smithtown en abril de ese año, pero en enero de 1912 regresó a París a pedido de Bertha. La pareja se reconcilió y ella aceptó renunciar a su carrera musical y regresar a Smithtown con él. En el último momento, cambió de planes y decidió que él partiera primero para preparar la casa para su vuelta en unos meses.
El 10 de abril de 1912, James Clinch Smith subió así en Cherburgo, Francia al flamante Titanic en su viaje inaugural a Nueva York, ocupando el camarote A-7. En el viaje coincidió con su viejo amigo el coronel Archibald Gracie. A bordo, Smith, Gracie y el arquitecto de Nueva York Edward Kent se hicieron amigos de Helen Churchill Candee, Mauritz Hakan Bjornstrom-Steffanson, Edward Colley y Hugh Woolner. El grupo se llamó a sí mismo "Our Coterie". Colley, Smith y Kent perecieron en el hundimiento.
En su libro "La verdad sobre el Titanic", Gracie describió el hundimiento y el papel que Clinch desempeñó ayudando a mujeres y niños. Dijo de Clinch que "no mostró signos de miedo" y lo llamó "un noble caballero y un hombre de intrépido valor". Un servicio conmemorativo se llevó a cabo el 11 de mayo de 1912 en la iglesia episcopal de St. James en Long Island, Nueva York. Bertha Smith le sobrevivió apenas un año. Murió en agosto de 1913 en un sanatorio de Leysin, Suiza donde estaba siendo tratada por tuberculosis. En la iglesia de St. James se colocó una lápida en memoria del matrimonio.